# Campeonato Cearense Serie B 2025
El Campeonato Cearense de Serie B 2025 fue la 33ª edición de dicho torneo, organizado por la Federación Cearense de Fútbol. El torneo comenzó el 17 de febrero, finalizó el 12 de abril y contó con la participación de 10 equipos.
Los do mejores equipos ascendieron al Campeonato Cearense 2026.

## Sistema de disputa
Según anunció la FCF, el campeonato consta con 4 (cuatro) fases: Primera Fase, Segunda Fase, Tercera Fase y Final. En la Primera Fase, los diez clubes se agruparán en dos grupos (A y B) donde se enfrentan entre sí en partidos de ida y vuelta. Al final de los partidos, los equipos en primer lugar de cada grupo avanzan directamente a la Tercera Fase y los clubes en segundo y tercer lugar avanzan a la Segunda Fase. Los clubes en último lugar de cada grupo descenderán a la Série C en 2026. En la Segunda Fase, los clubes se enfrentarán en partidos de ida y vuelta según su posición en la fase anterior, siendo el cuadro de la siguiente manera: 2º (A) x 3º (B) y 2º (B) x 3º (A). Los equipos ganadores de los partidos, respectivamente, se enfrentarán a los equipos mejor ubicados en partidos de ida y vuelta en la Tercera Fase. Los ganadores de los enfrentamientos se enfrentarán en un solo partido para definir al Campeón. Ambos clubes finalistas ascenderán al Campeonato Cearense 2026.

## Equipos participantes
| Equipo                                          | Ciudad            | En 2024       | Estadio           | Capacidad |
| ----------------------------------------------- | ----------------- | ------------- | ----------------- | --------- |
| Futebol Clube Atlético Cearense                 | Fortaleza         | 9º (Série A)  | Raimundão         | 7 800     |
| Caucaia Esporte Clube                           | Caucaia           | 10º (Série A) | Raimundão         | 7 800     |
| Crato Esporte Clube                             | Crato             | 2º (Série C)  | Mirandão          | 10 000    |
| Guarani Esporte Clube                           | Juazeiro do Norte | 5º            | Arena Romeirão    | 17 230    |
| Associação Desportiva Recreativa Cultural Icasa | Juazeiro do Norte | 3º            | Arena Romeirão    | 17 230    |
| Itapipoca Esporte Clube                         | Itapipoca         | 4º            | Perilão           | 10 000    |
| Maranguape Futebol Clube                        | Maranguape        | 7º            | Moraisão          | 5 000     |
| Quixadá Futebol Clube                           | Quixadá           | 1º (Série C)  | Abilhão           | 5 000     |
| Associação dos Desportistas de Pacatuba         | Pacatuba          | 8º            | Moraisão          | 5 000     |
| Associação Esportiva Tiradentes                 | Fortaleza         | 6º            | Presidente Vargas | 20 268    |

## Primera fase

### Grupo A

#### Clasificación
| Pos. | Equipo            | Pts. | PJ | G | E | P | GF | GC | Dif. | Clasificación.              |
| ---- | ----------------- | ---- | -- | - | - | - | -- | -- | ---- | --------------------------- |
| 1    | Itapipoca         | 19   | 8  | 6 | 1 | 1 | 15 | 4  | +11  | Semifinales.                |
| 2    | Maranguape        | 16   | 8  | 5 | 1 | 2 | 11 | 4  | +7   | Cuartos de final.           |
| 3    | Caucaia           | 13   | 8  | 4 | 1 | 3 | 11 | 10 | +1   | Cuartos de final.           |
| 4    | Atlético Cearense | 6    | 8  | 1 | 3 | 4 | 8  | 15 | −7   |                             |
| 5    | Tiradentes        | 2    | 8  | 0 | 2 | 6 | 6  | 18 | −12  | Descenso a la Serie C 2026. |

Actualizado a los partidos jugados el 23 de marzo de 2025.
 Fuente: FCF

#### Fixture
- La hora de cada encuentro corresponde al huso horario correspondiente al Estado de Ceará (UTC-3).

| Maranguape | 1 - 0 | Itapipoca  | Almir Dutra | 9 de febrero | 15:30 |
| Caucaia    | 0 - 0 | Tiradentes | Raimundão   | 9 de febrero | 15:30 |

| Atlético Cearense | 0 - 0 | Maranguape | Raimundão | 12 de febrero | 15:30 |
| Itapipoca         | 1 - 0 | Tiradentes | PV        | 13 de febrero | 15:30 |

| Caucaia    | 1 - 0 | Atlético Cearense | Raimundão   | 15 de febrero | 15:30 |
| Maranguape | 2 - 0 | Tiradentes        | Almir Dutra | 16 de febrero | 15:30 |

| Tiradentes | 1 - 3 | Atlético Cearense | PV              | 21 de febrero | 19:00 |
| Itapipoca  | 4 - 0 | Caucaia           | Perilo Teixeira | 22 de febrero | 15:30 |

| Caucaia           | 1 - 0 | Maranguape | Raimundão | 27 de febrero | 15:30 |
| Atlético Cearense | 2 - 2 | Itapipoca  | Raimundão | 13 de marzo   | 15:30 |

| Itapipoca  | 1 - 0 | Maranguape | Perilo Teixeira | 6 de marzo  | 19:00 |
| Tiradentes | 2 - 4 | Caucaia    | PV              | 10 de marzo | 15:30 |

| Maranguape | 2 - 1 | Atlético Cearense | Almir Dutra | 9 de marzo  | 15:30 |
| Tiradentes | 1 - 2 | Itapipoca         | Raimundão   | 17 de marzo | 15:30 |

| Tiradentes        | 0 - 4 | Maranguape | PV | 13 de marzo | 15:30 |
| Atlético Cearense | 0 - 4 | Caucaia    | PV | 17 de marzo | 15:30 |

| Maranguape | 2 - 1 | Caucaia           | Almir Dutra     | 20 de marzo | 19:00 |
| Itapipoca  | 3 - 0 | Atlético Cearense | Perilo Teixeira | 20 de marzo | 19:00 |

| Atlético Cearense | 2 - 2 | Tiradentes | PV        | 23 de marzo | 15:30 |
| Caucaia           | 0 - 2 | Itapipoca  | Raimundão | 23 de marzo | 15:30 |

### Grupo B

#### Clasificación
| Pos. | Equipo              | Pts. | PJ | G | E | P | GF | GC | Dif. | Clasificación.              |
| ---- | ------------------- | ---- | -- | - | - | - | -- | -- | ---- | --------------------------- |
| 1    | Quixadá             | 16   | 8  | 5 | 1 | 2 | 14 | 11 | +3   | Semifinales.                |
| 2    | Crato               | 11   | 8  | 3 | 2 | 3 | 13 | 10 | +3   | Cuartos de final.           |
| 3    | Guarani de Juazeiro | 11   | 8  | 3 | 2 | 3 | 11 | 14 | −3   | Cuartos de final.           |
| 4    | Icasa               | 11   | 8  | 2 | 5 | 1 | 14 | 7  | +7   |                             |
| 5    | Pacatuba            | 5    | 8  | 1 | 2 | 5 | 9  | 19 | −10  | Descenso a la Serie C 2026. |

Actualizado a los partidos jugados el 23 de marzo de 2025.
 Fuente: FCF

#### Fixture
- La hora de cada encuentro corresponde al huso horario correspondiente al Estado de Ceará (UTC-3).

| Crato   | 1 - 2 | Guarani de Juazeiro | Mirandão | 9 de febrero  | 15:30 |
| Quixadá | 1 - 4 | Icasa               | Abilhão  | 19 de febrero | 19:00 |

| Pacatuba | 2 - 3 | Quixadá | Bandeirão      | 12 de febrero | 16:00 |
| Icasa    | 1 - 1 | Crato   | Arena Romeirão | 13 de febrero | 20:00 |

| Quixadá             | 1 - 0 | Crato    | Abilhão        | 16 de febrero | 15:30 |
| Guarani de Juazeiro | 0 - 0 | Pacatuba | Arena Romeirão | 16 de febrero | 16:00 |

| Pacatuba            | 1 - 1 | Icasa   | Abilhão | 23 de febrero | 16:00 |
| Guarani de Juazeiro | 0 - 2 | Quixadá | Inaldão | 23 de febrero | 16:00 |

| Crato | 4 - 1 | Pacatuba            | Mirandão       | 26 de febrero | 15:00 |
| Icasa | 0 - 0 | Guarani de Juazeiro | Arena Romeirão | 27 de febrero | 19:00 |

| Guarani de Juazeiro | 3 - 1 | Crato   | Inaldão        | 5 de marzo | 19:00 |
| Icasa               | 1 - 1 | Quixadá | Arena Romeirão | 6 de marzo | 19:00 |

| Crato   | 1 - 1 | Icasa    | Mirandão | 9 de marzo | 15:00 |
| Quixadá | 1 - 0 | Pacatuba | Abilhão  | 9 de marzo | 16:00 |

| Pacatuba | 4 - 2 | Guarani de Juazeiro | Abilhão  | 12 de marzo | 19:00 |
| Crato    | 2 - 0 | Quixadá             | Mirandão | 16 de marzo | 15:00 |

| Quixadá | 5 - 2 | Guarani de Juazeiro | Abilhão        | 19 de marzo | 19:00 |
| Icasa   | 5 - 0 | Pacatuba            | Arena Romeirão | 19 de marzo | 19:00 |

| Guarani de Juazeiro | 2 - 1 | Icasa | Arena Romeirão | 23 de marzo | 17:00 |
| Pacatuba            | 1 - 3 | Crato | Abilhão        | 23 de marzo | 17:00 |

## Fase final

### Cuartos de final
| Maranguape | 1 - 0            | Guarani de Juazeiro | Almir Dutra    | 26 de marzo | 20:00 |
| Crato      | 0 - 0 (8-7 pen.) | Caucaia             | Arena Romeirão | 27 de marzo | 20:00 |

### Semifinales
| Maranguape | 1 - 2 | Itapipoca | Almir Dutra    | 30 de marzo | 18:00 |
| Crato      | 3 - 1 | Quixadá   | Arena Romeirão | 31 de marzo | 20:00 |

| Itapipoca | 0 - 3            | Maranguape | Perilo Teixeira | 5 de abril | 16:00 |
| Quixadá   | 2 - 0 (7-6 pen.) | Crato      | Abilhão         | 6 de abril | 16:00 |

### Final
| Maranguape | 1 - 1 (5-4 pen.) | Quixadá | PV | 12 de abril | 16:00 |

## Goleadores
Actualizado el 12 de abril de 2025.
| Pos. | Jugador       | Equipo     | Goles |
| ---- | ------------- | ---------- | ----- |
| 1    | Rogerinho     | Crato      | 6     |
| 2    | Valtinho      | Icasa      | 5     |
| 3    | Lucas Viana   | Caucaia    | 4     |
|      | Sávio Carioca | Maranguape | 4     |
|      | Aldair        | Maranguape | 4     |
|      | Índio         | Quixadá    | 4     |